# 天主教厄瓜多爾軍中教長區
天主教厄瓜多爾軍中教長教區（拉丁語：Ordinariatus Militaris Aequatoriae）是厄瓜多爾一個天主教的軍中教長區，直屬聖座，負責牧養信奉天主教的厄瓜多爾軍人及其家眷。
軍中教長區於2004年時有二十名司鐸和廿六名修士。軍中教長現時出缺，榮休軍中教長為彌額爾·安傑洛·阿吉拉爾-米蘭達。
軍中代牧區於1983年3月30日成立，1986年7月21日升為軍中教長區。